# Terminus post quem
L'espressione latina terminus post quem ("termine dopo il quale", talvolta abbreviata in tpq o TPQ) è impiegata per indicare la datazione approssimata di un evento, di un'opera, di un manufatto o di una struttura naturale, e in particolare il termine dopo il quale tale datazione va posta.
La locuzione indica un punto nella cronologia che sicuramente precede l'evento considerato; nel caso della filologia, ad esempio, può trattarsi di una data in cui si sono svolti eventi storici documentati in un lavoro letterario, il quale quindi non può essere stato composto che in un secondo momento. L'espressione terminus ante quem (data prima della quale) indica invece una data che segue senz'altro il fatto o l'evento in esame.
Nel caso non si parli di eventi puntuali, ma di periodi estesi, è da preferirsi l'espressione terminus a quo ("termine a partire dal quale").